# Histoire de la réglementation de la vitesse sur route en France
Cette page est une annexe de l'article « Réglementation de la vitesse sur route en France ».
L'histoire de la réglementation de la vitesse sur route en France commence avec l’ordonnance du préfet de police de Paris de 1893, continue avec la réduction à 80 km/h sur routes bidirectionnelles en 2018 et se poursuit jusqu’à nos jours.
Sur tout ce temps elle oppose d'une part les partisans de la sécurité routière qui veulent réduire la mortalité, l'accidentalité et les blessures et d'autre part les partisans de vitesse plus élevées au nom de l'automobile et de la liberté.
Si la première vitesse maximale autorisée (VMA) date de 1893 et s'applique alors à Paris et aux lieux habités, aucun seuil n'est fixé dans le premier code de la route qui apparaît en 1921. Le conducteur doit maîtriser son véhicule. Cette situation perdure jusqu'en 1962 où la vitesse est limitée en agglomération à 60 km/h. Aucun seuil de vitesse n'est fixé hors agglomération jusqu'en 1973 sauf à l'occasion de quelques expériences sur un nombre limité de kilomètres de routes nationales, notamment en 1969 et en 1970. Le 1er juillet 1973, la vitesse maximale autorisée est fixée à 100 km/h sur l'ensemble du réseau, excepté les autoroutes et la partie déjà limitée à 110 km/h, puis en décembre 1973 à 120 km/h sur autoroutes et 90 sur les autres routes.
Pendant une courte période de 1974, les vitesses maximales autorisées sont fixées à 140 km/h sur autoroutes, 115 km/h sur voie express et 90 km/h  sur les autres routes pour finalement être fixées à respectivement 130, 110 et 90 km/h. En 1990, la VMA en agglomération est ramenée à 50 km/h. Enfin en 2018, la vitesse maximale autorisée sur routes est à nouveau modifiée avec l'instauration du 80 km/h sur les routes bidirectionnelles sans séparateur central.

## Des premières réglementations au premier code de la route (1860 – 1921)

### Des locomotives routières aux premières automobiles (1860-1878)

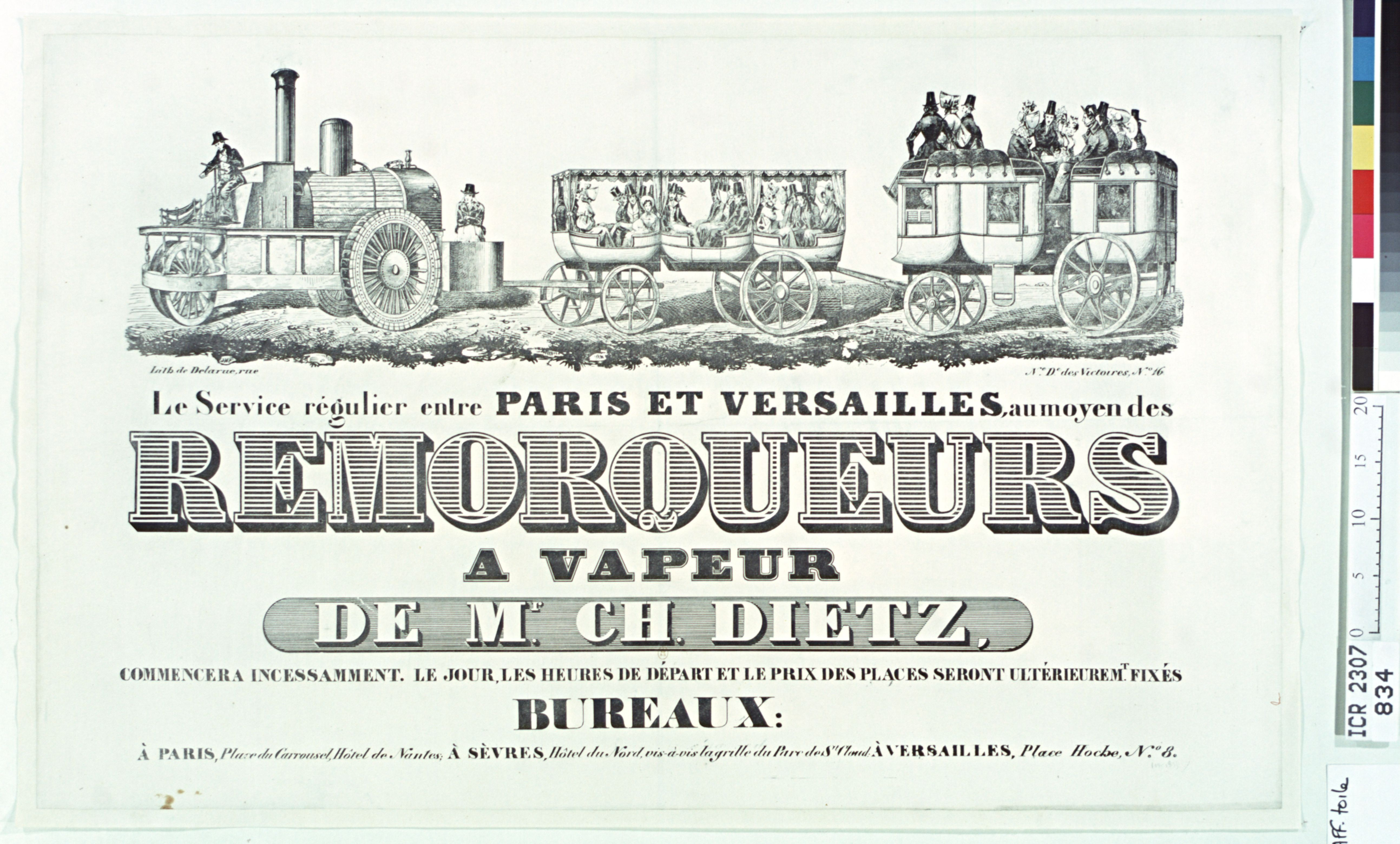
Le Service régulier entre Paris et Versailles, au moyen des remorqueurs à vapeur de Mr Ch. Dietz.

Si l’automobile proprement dite peut être définie comme un véhicule mécanisé léger destiné au transport « particulier » (quelques passagers), elle apparaît dans les années 1860 avec des services réguliers de transports utilisant des machines à vapeur. Dès les années 1830, des essais de lignes régulières de transport en commun sur route avec les remorqueurs à vapeur de Charles Dietz ont lieu comme la ligne de la place du Carrousel de Paris à Versailles en 1835. Après avoir créé sa première locomotive routière « l’Éclair » en 1830, François René Lotz accomplit quant à lui en 1866 le trajet de Nantes à Paris en huit jours, en remorquant trois fourgons chargés.
La législation française, contrairement à celle de la Grande-Bretagne, encourage alors l’utilisation de locomotives sur route par un décret de 1866 qui se rattache, non pas à la Loi sur le roulage de 1851, mais à la législation des chemins de fer. La vitesse est limitée à 20 km/h. « Cette vitesse devra d’ailleurs être réduite à la traversée des lieux habités ou en cas d’encombrement sur la route. Le mouvement devra également être ralenti, ou même arrêté, toutes les fois que l’approche d’un train, en effrayant les chevaux et autres animaux, pourrait être cause de désordre ou occasionner des accidents. ».

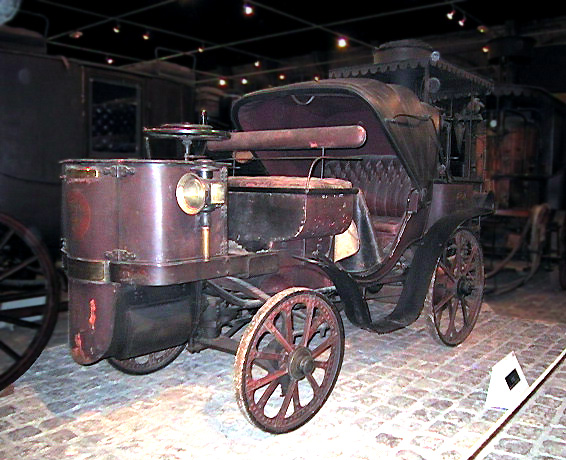
La Mancelle à vapeur de 1878, exposée au château de Compiègne.

L’apparition de véhicules à traction mécanique légers destinés au marché des voitures particulières de transport de personnes, et non plus au transport collectif va tout changer. L’Obéissante et ses 12 passagers en est une des premières illustrations. Amédée Bollée inaugure ce marché avec La Mancelle, en 1878. De type Victoria, pour quatre passagers plus les chauffeurs, dépassant 35 km/h, ce véhicule est construit en petite série par Bollée en France, et en Allemagne par Barthold Aerous à qui il en avait concédé la fabrication (certains auteurs parlent de plusieurs centaines d’exemplaires).

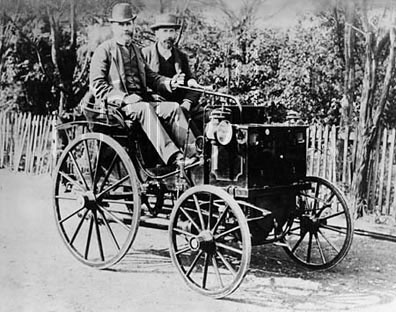
Une Panhard-Levassor (1890-1895).

### Ordonnance du préfet de police de Paris (1893):12km/hen agglomération
La première réglementation applicable aux automobiles, au sens moderne du terme, apparaît avec l’Ordonnance du préfet de police Louis Lépine 14 août 1893, sur le fonctionnement et la circulation sur la voie publique, dans Paris et dans le ressort de préfecture de police du des véhicules à moteur mécanique, autres que ceux qui servent à l’exploitation des voies ferrées concédées.
La vitesse de 20 km/h, autorisée partout par l’Ordonnance du 20 mai 1866, est abaissée à 12 km/h en agglomération. Elle fait maintenant l’objet de dispositions plus complexes et surtout plus prolixes ! Par exemple, l’article 14 précise que « le conducteur de l'automobile devra rester constamment maître de sa vitesse. Il ralentira ou même arrêtera le mouvement toutes les fois que le véhicule pourrait être une cause d’accident, de désordre ou de gêne pour la circulation. La vitesse devra être ramenée à celle d’un homme au pas dans les passages étroits ou encombrés. En aucun cas, la vitesse n'excédera celle de 30 kilomètres à l’heure en rase campagne et de 20 kilomètres à l’heure dans les agglomérations sauf exceptions prévues à l’article 31 [qui traite des courses]. »,,. La Duchesse d'Uzès reçoit la première amende pour excès de vitesse en France en juillet 1898, à proximité du bois de Boulogne.

### Premières réglementations nationales (1896-1899)

#### Vélocipèdes (1896): «allure modérée»
Concernant les vélocipèdes, l’État essaye d’unifier les réglementations locales, avec une circulaire aux préfets du 22 février 1896. Le cycliste doit rouler à une « allure modérée » dans les agglomérations, aux carrefours et tournants. Cette notion est ambiguë, pour ne pas dire incompréhensible. La commission qui a présidé à l'élaboration de cette nouvelle règle précise en effet que « l'allure modérée doit être entendue d’une vitesse telle que le cycliste puisse au besoin arrêter sa machine dans l'espace de 4 à 5 mètres, c’est-à-dire ne dépassant pas 10 kilomètres à l’heure pour les lignes droites et de 8 kilomètres pour les carrefours et les tournants. À Paris, dans les quartiers même les moins populeux, une allure dépassant la vitesse de 16 kilomètres sera considérée comme excessive. ».

#### Voitures particulières (1899):30km/hen rase campagne
Le marché des « voitures particulières » et « voitures publiques » s’étend. Après La Mancelle d’Amédée Bollée en 1878, des tricycles et voitures à vapeur apparaissent à la fin des années 1880, fabriqués par De Dion-Bouton, Mors, Serpollet, etc. Même si le nombre des véhicules motorisés reste très limité (en mars 1899, il ne doit pas atteindre 3 000 automobiles et 9 000 motocycles, alors qu’il y avait 130 000 fiacres en 1895), une réglementation des automobiles devient souhaitable et est mise en œuvre avec le décret portant règlement pour la circulation des automobiles du 10 mars 1899, qui promulgue ainsi la première réglementation nationale. Le décret – et l’Administration en général – utilisent alors le substantif « automobile » de façon ambiguë, avec les deux sens de « véhicule motorisé en général » ou de « véhicule motorisé autre que les motocycles ». Les vitesses autorisées augmentent, 20 km/h en agglomération et 30 km/h en rase campagne contre 12 et 20 km/h dans l’arrêté de 1893, et l’exposé des règles est considérablement simplifié.

### Multiplication des limitations de vitesse locales
Il existait déjà avant 1899 quelques arrêtés municipaux limitant la circulation et la vitesse des automobiles, sur le modèle de ceux qui restreignaient la circulation des bicyclettes. En 1895, à Nice, on trouve un des premiers arrêtés sur la circulation des automobiles, la vitesse maximum des automobiles y est limitée à dix kilomètres à l’heure.

La Circulaire du ministre des Travaux publics aux préfets du 10 avril 1899 semble interdire les réglementations locales, bien que le décret lui-même soit muet sur ce point. Mais de nombreux maires ne l’entendent pas ainsi. Très rapidement, de nouveaux arrêtés municipaux sont pris, notamment pour limiter drastiquement les vitesses des automobiles, des arrêtés plus ou moins vexatoires et « autophobes », que les préfets hésitent à annuler et que les automobilistes dénoncent. Un de ces arrêtés, célèbre par son côté provocateur, est pris par le docteur Delarue, député maire de Gannat (Allier) en octobre 1901. Il spécifiait : 

« 1°. Les conducteurs d’automobiles ne devront pas dépasser dans la traversée de la ville de Gannat la vitesse d’un cheval au pas. [environ 6 km/h] ;
2°. Sur le territoire du reste de la commune cette vitesse ne devra pas excéder celle d’un cheval au trot. […] ;
3°. Le Maire invite les citoyens à prêter main-forte à la police et même à protéger la sécurité publique en tendant à travers les rues, à l’approche des véhicules en contravention, des chaînes, des cordes et de solides fils de fer. »

Le plus grand désordre règne d’ailleurs entre les attitudes des préfets, qui ne sont pas non plus en reste, comme le préfet des Alpes-Maritimes qui limite à 12 km/h la vitesse dans toutes les agglomérations du département en mars 1901, déclenchant les protestations de l’Automobile-Club de Nice. Il doit d’ailleurs bientôt rapporter ledit arrêté.
Mais, après divers procès, la Cour de cassation établit une jurisprudence, notamment par ses arrêts des 9 mars 1907 et 31 octobre 1908, qui cassent des jugements de tribunaux de simple police qui avaient reconnu les limites de vitesse sur les routes de rase campagne établies à tort par des arrêtés municipaux.

### Arbitraire policier et judiciaire et mesure des vitesses

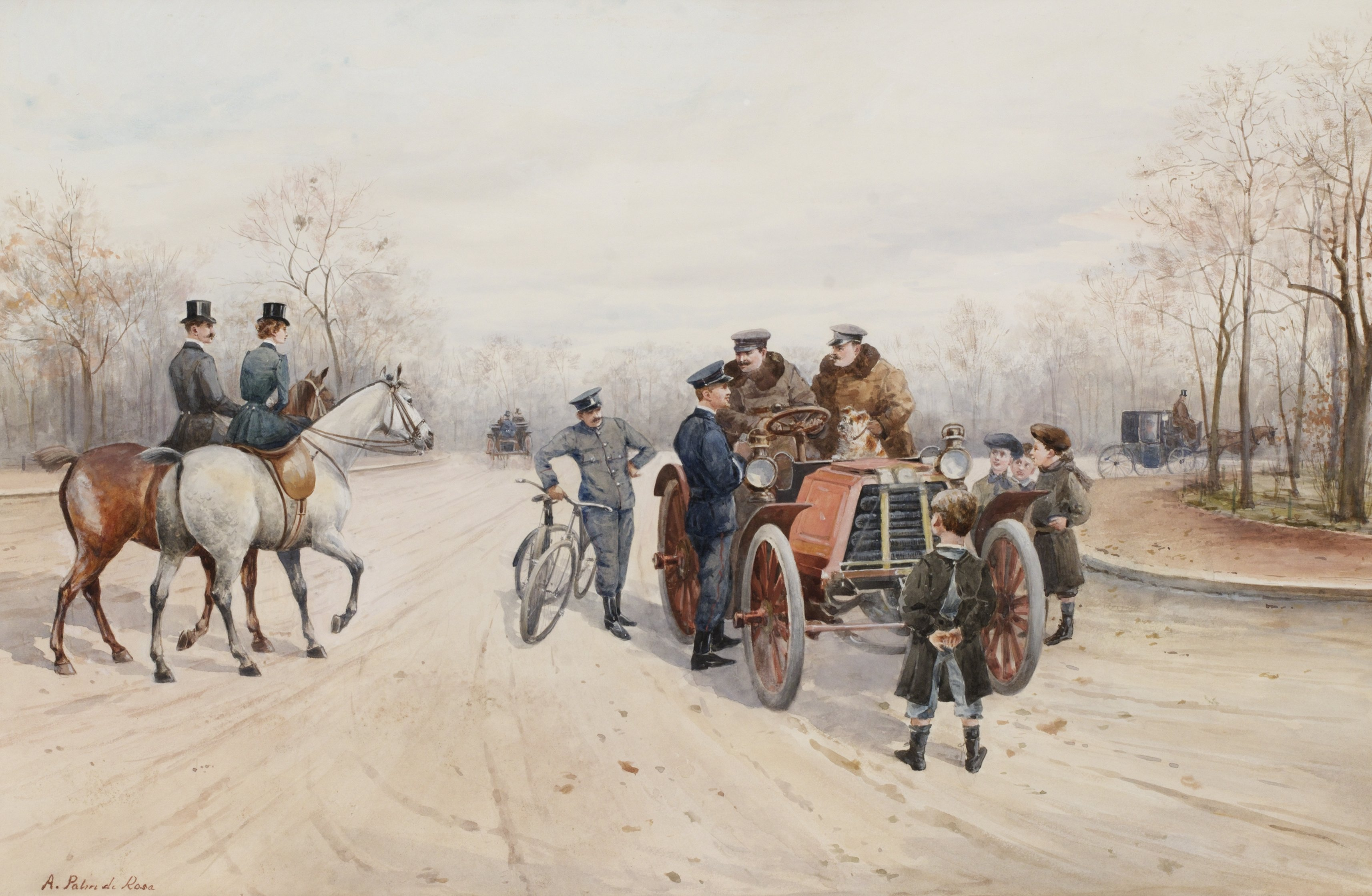
Amende pour excès de vitesse au bois de Boulogne, Anna Palm de Rosa.

En fait, ce qui préoccupe vraiment les automobilistes, leurs représentants et leur presse, est la pratique du contrôle et des sanctions. Contrairement à la querelle sur la légitimité des arrêtés municipaux, cette question va persister, et même s’envenimer, jusqu’en 1914. La répression des contraventions aux règlements de la circulation, nationaux ou locaux, n’a en effet pas fait l’objet d’une réglementation au niveau national et le plus grand libre arbitre règne alors.
Si l’on ne peut guère soupçonner les agents de s’être trompé sur une plaque manquante ou un feu non allumé, les constats des vitesses pratiquées, ainsi que leur prise en compte par le tribunal, relèvent de la plus haute fantaisie (un automobiliste de Villeurbanne avait été condamné pour avoir parcouru, selon la police, 300 mètres en 2 secondes, soit du 540 km/h, selon L'Auto du 20-21 novembre 1904.).

### Code de la route de 1921: «rester maître de sa vitesse»
Un Décret du 1er juin 1909, crée une nouvelle commission, temporaire, chargée de l’élaboration du Code de la route. La Commission produit un « Projet de Code de la Route » vers la fin 1911, qui est ensuite soumis à une vaste consultation auprès des préfectures, des collectivités locales et des entreprises et services publics. En 1921, la décision de se passer d’une loi est prise et le Code de la route parait sous la forme d’un simple Décret du 27 mai 1921, amendé par le décret du 31 décembre 1922. Mais un grand nombre de questions ne sont pas être traitées faute d’une Loi rénovée.
La Commission ne fixe pas de limites de vitesse générale, proposant la formule qui sera celle du Code pendant soixante ans : « Le conducteur d’un automobile doit rester constamment maître de sa vitesse. » (art.8 du décret de 1921 ou du décret de 1922,,. Le commentaire pour justifier l'absence de seuil de vitesse est peu argumenté. Les positions des partisans d’une vitesse maximum et de la liberté des vitesses sont exposées de façon descriptive. Il n’y a aucune référence statistique. Le principal argument paraît avoir été la difficulté (bien réelle) de l’application d’une réglementation des vitesses, avec son cortège d’arbitraire et de récriminations.
Pour limiter les dégradations des chaussées, le chapitre III impose toutefois des limitations de vitesse aux véhicules automobiles dont le poids total en charge est supérieur à 3 tonnes. Les vitesses maxima indiquées sont variables selon la catégorie de véhicule : s’il a des bandages rigides ou élastiques, s’il transporte des personnes ou pas et selon le poids total en charge.

## Vers le deuxième code de la route (1921-1954)

### Développement du parc automobile et du réseau routier
Dans l’entre-deux-guerres, le transport de marchandise attelé et les tramways et chemins de fer sur route laissent place respectivement au camion et à l’autobus tandis que l’automobile particulière et la motocyclette finissent de remplacer la voiture particulière attelée. Le parc de bicyclettes double. Le trafic routier de voyageurs quadruple, celui de marchandises double. Le réseau routier se développe également, même si le plan d’aménagement ne concerne en 1932 que la région parisienne et en 1938 la région lyonnaise, tandis que parallèlement l'Allemagne développe un réseau autoroutier (au 1er juillet 1939, l’Allemagne avait ouvert 3 077 km  d’autoroutes et 2 095 km étaient en chantier).

### Réglementation évolutive pour les poids lourds (1921-1939)

#### Évolution de la réglementation en fonction de l'évolution des caractéristiques
Le Code de la route de 1921 impose donc des limites générales de vitesse aux poids-lourds, sans préjudice des réglementations locales plus contraignantes. Ces limites sont liées à la nature des bandages de roues. Ainsi, une substitution progressive des pneumatiques aux bandages rigides ou simplement élastiques est poursuivie de façon très systématique de 1921 à 1939.
Un Arrêté de 1932 modifie une première fois les vitesses autorisées en fonction des bandages et des poids. Il y a trois catégories de poids échelonnées entre 3 000, 6 500 et plus de 10 000 kg, et il n’existe plus de distinction entre les camions et les transports de voyageurs. Il distingue les « bandages élastiques » (20 à 30 km/h) et les « bandages pneumatiques » (45 à 65 km/h). Les véhicules de plus de 2,20 mètres de largeur sont limités à 50 km/h.

#### Limiteur ou enregistreur de vitesse (1937)
En 1937, un Décret impose aux plus gros poids lourds « dont le gabarit ou le chargement dépasse 2,20 mètres  de largeur ou 8 mètres  de longueur, remorques comprises […] à l’exception de ceux assurant des services urbains » :
- soit un « limiteur de vitesse […] réglé en palier pour la vitesse maximum autorisée »,
- soit « un enregistreur de vitesse dont les bandes seront conservées trois mois au moins et tenues à la disposition des agents chargés de la police de la route. »[34].

#### Autorisations permanente pour transports exceptionnels (1939):25km/h
Le Code de la route refondu de 1939 prévoit pour la première fois des dérogations au principe de « l’autorisation des transports exceptionnels au cas par cas » en permettant d’accorder des « autorisations permanentes » dans certains cas. De telles autorisations permanentes sont établies par un arrêté du 10 avril 1940 pour les pièces de grande longueur d’un usage courant dans la construction. La vitesse maximale est fixée à 25 km/h.

### Augmentation des réglementations locales en agglomération
À Paris, en 1933, il n’y a pas de limite de vitesse pour les véhicules de moins de 3 000 kg. Les vitesses autorisées aux poids lourds y sont inférieures de 10 km/h seulement à celles du Code de la route. Pour les poids lourds munis de pneumatiques, elles sont de 55, 45 et 35 km/h pour les classes de 3 à 6,5 tonnes, 6,5 à 10 tonnes et plus de 10 tonnes. À Lyon, cette même année 1933, les limites sont de 25 km/h pour les voitures particulières et 18 km/h pour les poids lourds munis de pneumatiques (15 et 12 km/h avec divers bandages élastiques).
Hors Paris, les 79 communes de la Seine s’accordent sur une limite de 20 km/h en 1926. En Seine-et-Oise, un arrêté préfectoral de 1938 fixe une limite générale de vitesse en agglomération à 40 km/h pour les voitures particulières (30 km/h pour les camions avec pneumatiques), sous réserve de décisions municipales fixant des vitesses inférieures. Les limites de 10 km/h pour les poids lourds et 20 km/h pour les automobiles sont retenues dans l’Indre-et-Loire (comme dans la Seine hors Paris).

### Gouvernement de Vichy (1940-1944)
Le gouvernement de Vichy prend un certain nombre de décrets ou lois (du type des « décrets-lois » d’avant guerre), qui seront pour la plupart annulés à la Libération. Les plus importants qui subsistent sont la « loi » réprimant les attentats dirigés contre la circulation routière (12 janvier 1943) et la création d’une sous catégorie des motocyclettes, les « vélomoteurs » (5 juin 1943).
Il revient, en décembre 1941, sur la limitation de vitesse en rase campagne, abandonnée de fait — sinon en droit — vers 1910, en établissant une « limitation générale des vitesses » à 40 km/h en agglomération, et en rase campagne selon la catégorie de véhicule : à 80 km/h pour les voitures particulières, 60 km/h pour les petits camions (moins de 2 tonnes de charge utile) et 40 km/h pour les plus gros.

### Code de la route de 1954
Le Décret portant règlement général sur la police de la circulation et du roulage du 10 juillet 1954  refond et réorganise le Code de la route de 1939 et ses quelques modifications intervenues avant 1954. L’article 10 est consacré à la question de la vitesse. La formulation utilisée déjà dans le code de 1921 est réutilisée : « Tout conducteur doit constamment rester maître de sa vitesse et mener avec prudence son véhicule ou ses animaux ». Des conseils de réduction de vitesse sont préconisés dans la traversée des agglomérations et en dehors des agglomérations dans certains cas particuliers (route non libre, conditions de visibilité insuffisantes, dans les virages ou descentes raides, etc), mais aucun seuil de limitation de vitesse n’est imposé dans le code,,.

## Vers la première limitation générale de vitesses (1954 - 1973)

### Premières expérimentations de limitations de vitesse (1954-1962)

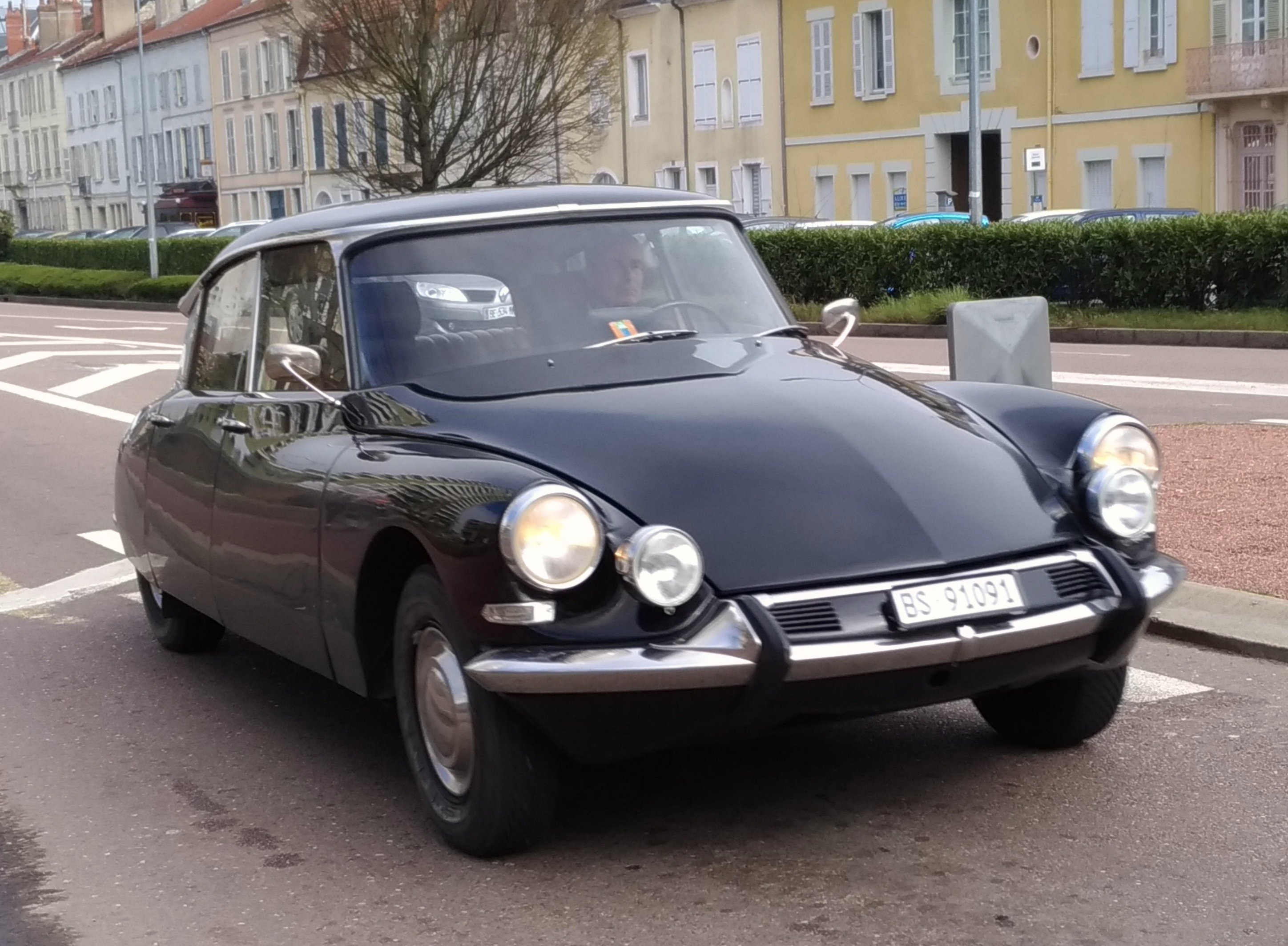
La DS 19 Citroën de 1955 atteint 140 km/h avec 56 CV.

#### Meilleures performances des véhicules et augmentation des accidents
Les performances des véhicules s’améliorent (par exemple la 15 CV Citroën de 1932 dépassait juste les 100 km/h avec 36 CV, alors que la DS 19 Citroën de 1955 atteint 140 km/h avec 56 CV).
Parallèlement le nombre des accidents augmente, avec une connaissance qui s’améliore puisqu’en 1953-1954, la direction des routes teste et met en place un nouveau système statistique avec traitement informatique permettait des analyses plus faciles et plus complètes. Le document de base est un « formulaire » dénommé plus tard « bulletin d’analyses d’accident corporel de la route » (BAAC). Le premier document réalisé avec les nouvelles statistiques concernant 1954 est publié en 1955 sous le titre « Les accidents corporels de la circulation routière en 1954 » et perdure jusqu’à nos jours sous une forme similaire.

#### Émergence de la nécessité d’une limitation générale (1955-1957)
Les projets de limitation générale des vitesses qui avaient été pratiquement abandonnés dans l’entre-deux-guerres sont dès lors remis à l’honneur. Le député Paul Coirre propose en juin 1955 une limitation à « 100 km/h sur route […] sous réserve de dérogations pour certains secteurs » qu’il diffuse par voie de presse. Il est suivi, le 16 novembre 1956, par le député Jean Lainé qui propose une vitesse libre sur autoroute, 90 km/h « sur les nationales et départementales à deux voies » et 70 km/h « sur les départementales sans tracé de voies ».
Le ministre de l'intérieur Jean Gilbert-Jules, faisant le point sur ses projets en matière de sécurité devant l'Assemblée en 1957, précise : « On peut envisager aussi une limitation de la vitesse de circulation. ». Mais aucune limitation de vitesse n’est retenue dans le projet de loi présenté par la commission des lois en 1958 pour le nouveau Code de la route et aucun député ne proposera d'amendement à ce sujet lors du débat de janvier-février 1958. Par contre, le ministre des travaux publics Robert Buron commencera à la faire expérimenter dès 1958.

#### Expériences de limitations de vitesse (1958-1959)
Une première expérience de limitation de vitesse à 80 km/h sur 900 km de routes nationales est faite durant les trois derniers week-ends de l'été 1958, suivie en 1959 de celle que le Touring-Club de France salue comme l’« expérience Buron » pendant les journées de pointe de l’été (voitures à 90 km/h et camions à 70 km/h). Une expérimentation plus étendue est faite en 1960 pendant les week-ends de six mois de printemps et d’été sur 2 100 km de grands axes, à 100 km/h pour les véhicules particuliers et petits utilitaires et à 70 km/h pour les plus de 3,5 tonnes. Elle est renouvelée en 1961 en diminuant encore les vitesses maximales à 90 km/h et 65 km/h.

### Limitations de vitesse en agglomération:60km/hen 1962

#### Limitations générales
Quelques mesures seront encore prises dans la foulée durant l’année 1962, avec quelques textes importants sur :
- la limitation de la vitesse en agglomération à 60 km/h, avec dérogation possible à 80 km/h s’imposant si la municipalité n’a pas déjà décidé des limites inférieures (décret du 12 octobre 1962) [47] ;
- l’imposition aux cyclomoteurs d’une limite de vitesse par construction à 50 km/h et d’un âge minimum de 14 ans pour leur conduite ;
- le reclassement des cyclomoteurs dépassant 50 km/h parmi les vélomoteurs, ce qui impose à leurs usagers de passer le permis vélomoteur (l’arrêté indique que certains modèles homologués en cyclomoteur dépassaient 80 km/h !).

#### Boulevard périphérique parisien:60km/h(1962) puis80km/h(1965)
Lorsque les premiers tronçons du boulevard périphérique parisien sont mis en service, la vitesse y est limitée à 60 kilomètres à l'heure, pour tester les possibilités de la nouvelle voie avec les différents moyens de transport qui l'empruntaient et surtout l'usage qu’en feraient les automobilistes. Cette limitation est confirmée par le décret du 12 octobre 1962 puisque cette voie est en agglomération et ne fait pas l’objet de dérogation. Toutefois cette dérogation intervient en 1965 avec l'arrêté du 11 janvier 1965, portant la vitesse maximale autorisée sur le boulevard à 80 km/h, sauf dans certaines zones dangereuses (au droit de la porte d'Orléans et en extrémité des pistes rapides).

### Période de latence (1963-1969)

#### Gel des réformes
À partir de 1963, aucune des réformes déjà amorcées n'est poursuivie : les automobilistes continuent à rouler sans limitation de vitesse réglementaire sur routes, même durant les week-ends de printemps et d’été ; les cyclomoteurs vont de plus en plus vite, malgré l’imposition d’une « limite de vitesse par construction à 50 km/h » en 1962, puis à 45 km/h en 1969, prescriptions d'ailleurs allègrement fraudées (les « kits de débridage » étaient toujours en vente libre 30 ans après). Il faut attendre 1966 pour que la sécurité routière soit à nouveau examinée à l’Assemblée.

#### Limitation pour les jeunes conducteurs
Un Décret du 5 février 1969, accompagné de très nombreux arrêtés, réécrit et complète le Code de la route. Il comporte en particulier une limitation de vitesse à 90 km/h pour les conducteurs titulaires du permis depuis moins d'un an,. Cette disposition est toujours en vigueur dans le Code de la route, avec l'article 413-5, mais les limites sont de 110 km/h sur les sections d'autoroutes où la limite normale est de 130 km/h, 100 km/h sur les sections d'autoroutes où cette limite est plus basse, ainsi que sur les routes à deux chaussées séparées par un terre-plein central et 80 km/h sur les autres routes.

#### Limitations par construction des cyclomoteurs
En 1962-1963, la vitesse des cyclomoteurs est limitée par construction à 50 km/h, puis à 45 km/h en 1969. Les préfets sont enjoints par circulaire d’intensifier la lutte contre les homologations non conformes des cyclomoteurs et leur débridage. En pratique, ce fut une lutte sans fin, dans un climat de tolérance envers les constructeurs français (par exemple le Peugeot 103, qui fut fabriqué de 1971 à 2006, fait l’objet de modes d’emploi du débridage facilement accessibles sur Internet).

#### Nouvelle expérience de limitation à100km/havec modulations
Une nouvelle expérience de limitation de vitesse sur 1 600 km de routes nationales (RN 2, 7, 12, 23 et 133) commence le 28 mars 1969. Il s'agit d’une limitation permanente, et pas seulement durant les week-ends comme celles de Robert Buron de 1960. La vitesse fixée était généralement de 100 km/h, modulée à 90 ou 120 km/h selon les zones.

### La «Table Ronde» (1969-1973)
Tout de suite après son arrivée au pouvoir fin juin 1969, Jacques Chaban-Delmas dessaisit les principaux ministres concernés (Albin Chalandon pour l'Équipement et Raymond Marcellin pour l'Intérieur) et se charge lui-même de la politique de sécurité routière. De là est née, compte tenu des premiers bilans, l'idée de réunir rapidement non plus seulement des comités interministériels et des conférences entre administrations, mais, ce qui est nouveau, une vaste table ronde groupant des représentants des administrations, des diverses associations spécialisées, des organisations professionnelles et des usagers eux-mêmes.
La « Table Ronde de sécurité routière », telle qu'elle est dénommée, prévue en octobre « pour le salon de l'auto », se réunit en fait du 3 décembre 1969 au 15 mars 1970, sous la présidence de Jacques Baumel. Concernant la limitation de vitesse, elle propose une expérience de limitation à 110 km/h en 1970 en vue de mesures définitives à appliquer en 1971,. Baumel indique en 1971 que : « Après un an d’expérimentation, l’étude systématique des résultats [de l’expérience de limitation de vitesse à 110 km/h sur 13 000 kilomètres de routes commencée fin avril 1970] est actuellement adressée à tous les membres de la table ronde qui auront à en débattre d’ici quinze jours. ».
Mais le gouvernement Chaban-Delmas comporte en son sein même des adversaires confirmés de la limitation de vitesse comme André Fanton, secrétaire d’État auprès de Michel Debré, ministre de la défense nationale, qui coiffait la Gendarmerie, ou les ministres républicains indépendants. Christian Gérondeau, premier délégué à la sécurité routière nommé en 1972, signale que « plusieurs ministres exprimèrent publiquement leur désaccord » avec la décision de limitation généralisée de la vitesse de juin 1973.
La circulation des poids lourds ne fait l’objet que de peu de nouveautés. Les propositions de la Table Ronde prévoient une « difficulté accrue de l’examen du permis de conduire » et un « taux d'amende majoré pour l’infraction à la législation du travail ». La limitation générale des vitesses ne va pas amener de réorganisation de leur propre système de limitations de vitesses. Or, les poids lourds sont limités sur route à 80 km/h pour les plus gros et 90 km/h en dessous de 19 tonnes. Le problème de leur dépassement par les véhicules particuliers limités en 1973 à 90 km/h est posé, mais ne sera pas résolu.

### Limitation de vitesse en rase campagne à100km/hpuis90km/h(1973)
Le 24 mars 1969, commence une nouvelle expérience de limitation de vitesse concernant environ 1 600 km de routes nationales. Au début de 1970, le Premier ministre est prêt à franchir le pas, et à prononcer une limitation générale de vitesse à 100 km/h sur toutes les routes. Il n’en a pas la possibilité, car en avril 1970, il faut se résigner, une fois de plus, à mettre en œuvre une nouvelle « expérience ». Celle-ci concernerait un réseau plus étendu que précédemment : 13 000 kilomètres de routes environ. Mais le choix du niveau de la limitation de vitesse n’est pas laissé libre, et le plafond adopté – 110 km/h – se révèle rapidement insuffisamment efficace du point de vue de la sécurité. Trois années encore sont donc perdues.
Le décret du 28 juin 1973 pris par le gouvernement Messmer sous l’impulsion de ministre de l’intérieur de l’époque, Raymond Marcellin, limite finalement la vitesse à 100 km/h sur toutes les routes hors agglomération, avec dérogations à 110 ou 120 km/h fixées par des arrêtés ministériels ou préfectoraux (13 100 km d’itinéraires sont concernés),.
La même année, le Premier ministre décide, certes pour limiter la consommation de carburant à la suite du premier choc pétrolier, mais aussi et surtout pour réduire les pertes en vies humaines, de limiter la vitesse sur autoroute à 120 km/h et sur toutes les routes à 90 km/h. Cette décision est traduite dans le décret du 3 décembre 1973.

### Soubresauts de 1974 (140km/hsur autoroute, puis130km/h)
Les résultats de la mise en œuvre des décrets de 1973 sont immédiats et spectaculaires. En mars 1974, peu avant sa disparition, Georges Pompidou manifestait néanmoins une dernière fois sa réticence à l’égard de la mesure, et décidait de relever le plafond autorisé sur autoroute à 140 km/h (décret du 13 mars 1974). Mais, le maximum autorisé sur autoroute est ramené à 130 km/h en novembre 1974 (décret du 6 novembre 1974), niveau auquel il se trouve encore actuellement.

## Opposition et échec de la responsabilisation (1974 - 2000)

### Cadre international: convention de Vienne (1968, entrant en vigueur en 1977)
La convention de Vienne sur la circulation routière est un traité multilatéral conçu pour faciliter la circulation routière internationale et pour améliorer la sécurité routière en harmonisant la réglementation routière entre les parties contractantes. Conclue le 8 novembre 1968, elle est ratifiée par la France le 9 décembre 1971 et entre en vigueur le 21 mai 1977. L’article 13 est relatif à la vitesse :

« Tout conducteur de véhicule doit rester, en toutes circonstances, maître de son véhicule, de façon à pouvoir se conformer aux exigences de la prudence et à être constamment en mesure d'effectuer toutes les manœuvres qui lui incombent. Il doit, en réglant la vitesse de son véhicule, tenir constamment compte des circonstances, notamment de la disposition des lieux, de l'état de la route, de l'état et du chargement de son véhicule, des conditions atmosphériques et de l'intensité de la circulation, de manière à pouvoir arrêter son véhicule dans les limites de son champ de visibilité vers l'avant ainsi que devant tout obstacle prévisible. Il doit ralentir et, au besoin, s'arrêter toutes les fois que les circonstances l'exigent, notamment lorsque la visibilité n'est pas bonne.
Les législations nationales doivent fixer des limitations de vitesse maximale pour toutes les routes. Les législations nationales doivent aussi déterminer des limitations de vitesse applicables à certaines catégories de véhicules présentant un danger spécial en raison notamment de leur poids ou de leur chargement. Elles peuvent prévoir de semblables dispositions pour certaines catégories de conducteurs, en particulier pour les conducteurs débutants. »

### Associations d’automobilistes: toujours en opposition
L’Association Française des Automobilistes lance, en février 1980, une grande campagne intitulée « Automobilistes, exprimez- vous », comprenant :  une consultation de grande envergure dont 300 000 questionnaires furent remplis, la mise en place de commissions rassemblant des élus locaux et régionaux dans 11 grandes villes, la réalisation de sondages, et la convocation des États généraux des Automobilistes les 16 et 17 juin 1980. Sans surprise, les conclusions de ces États généraux – outre les traditionnelles récriminations économiques sur le coût de l’assurance et les taxes sur les carburants – concernent également la vitesse « Si le principe de limitation de la vitesse sur les routes n’est pas remis en cause, on estime aberrant le principe des seuils uniques à 90, 110 ou 130 km/h, la préférence allant à des seuils modulés selon les circonstances et la qualité de l’infrastructure.

### Réglementations spécifiques (1982-1992)
Différentes dispositions sont prises pour les conduites avec une mauvaise visibilité ou pour limiter par construction la vitesse de certains poids lourds :
- en 1982, les limites de vitesse par temps de pluie sont abaissées à 80, 100 et 120 km/h au lieu de 90, 110 et 130 km/h par temps sec[70] ;
- en 1983 le limiteur de vitesse devient obligatoire pour les poids lourds neufs (90 km/h entre 10 et 19 tonnes, 80 km/h au-dessus de 19 tonnes) et les autocars (100 km/h avec antiblocage et 90 km/h sans antiblocage)[71] ;
- en 1992, la vitesse est abaissée à 50 km/h en cas de visibilité inférieure à 50 mètres (décret du 4 décembre 1992)[72].

### Durcissement des sanctions et 50 km/h en agglomération (1985-2000)
Peu de mesures réglementaires nouvelles sont prises sur la période 1985-2002, si ce n’est quelques compléments aux anciennes grandes mesures, comme une baisse de la vitesse limite en agglomération à 50 km/h en 1991,,. Sur un plan médical, la statistique démontre qu'une vitesse au moment du choc réduite de 10 km/h peut épargner des vies humaines: « Médecins et chirurgiens ont ainsi constaté que, s'ils pouvaient sauver un blessé heurté à 50 km/h, ils ne pouvaient en général plus rien pour lui à 60 km/h. ».
Deux décrets visent à durcir les sanctions : création d’une contravention de 5e classe très onéreuse pour sanctionner « l’excès de vitesse égal ou supérieur à 50 km/h » dit « grand excès de vitesse » (Décret du 24 mars 1998); et création d’un « délit de récidive de l’excès de vitesse égal ou supérieur à 50 km/h » accompagné de la création de la « responsabilité pécuniaire du propriétaire du véhicule en cas de contrôle de vitesse sans interception et d’impossibilité d’identifier le conducteur » (mesures de la loi du 18 juin 1999 dite « Loi Gayssot »). Mais ces textes seront peu utilisés, comme le montreront des évaluations de leur application.

## Contrôles automatisés et durcissement des sanctions (2000-2015)

### Intensification des contrôles de vitesse

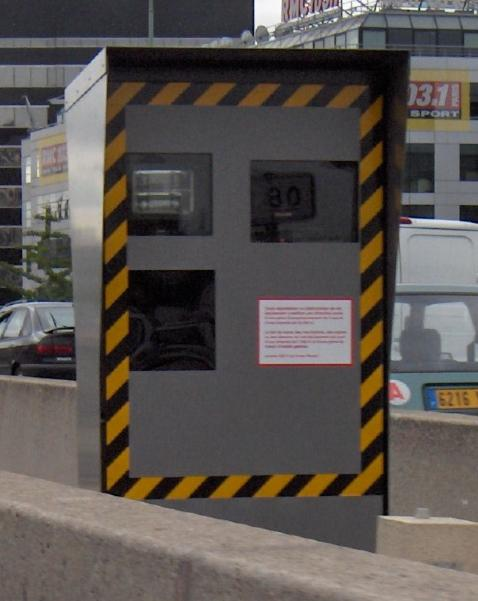
Radar automatique dit de deuxième génération (2006).

Le Comité interministériel de la sécurité routière du 2 avril 1999 exprime la nécessité d’intensifier les contrôles de vitesse et décide un renforcement de l’équipement des forces de l’ordre en moyens de contrôle, notamment automatiques (160 millions de francs en trois ans).
En 2003, le gouvernement valide la mise en place d'un dispositif expérimental « visant à automatiser la constatation de certaines infractions routières et l'envoi de la contravention ». Il s'agit d'un test grandeur nature qui s'appuyait sur le déploiement par la police et la gendarmerie d'une centaine d'appareils et qui dura un an. Le « Centre automatisé de constatation des infractions routières » (CACIR) est créé par décret le 6 décembre 2004.
À compter de cette date le nombre de radars va augmenter continuellement. Il s’établit à 70 au 31 décembre 2003, 400 au 31 décembre 2004, 1 003 au 31 décembre 2005  (690 fixes et 313 embarqués), 1 200 au 31 décembre 2006, 1 850 au 31 décembre 2007.

### Nouvelles mesures de durcissement

#### Sanctions en cas de dépassements des limites
Au début des années 2000, plusieurs textes viennent durcir les sanctions en cas de dépassement d’une limite de vitesse :
- la loi du 15 novembre 2001 étend la rétention du permis sur place (déjà appliquée pour la conduite sous l’influence de l’alcool) aux excès de vitesse de plus de 40 km/h[78] ;
- le décret du 6 décembre 2004 module les peines pour les excès de vitesse : elles sont aggravées pour les excès de plus de 50 km/h et minorées pour les excès de moins de 20 km/h hors agglomération[79],[80] ;
- la loi du 5 janvier 2006 aggrave les sanctions pour les excès de vitesse de 50 km/h et renforçant l’application de la peine de confiscation du véhicule[80].

#### Nouvelles limitations par construction de certains véhicules lourds
En 2005 et 2006, de nouvelles dispositions sont prises pour limiter par construction la vitesse de certains types de véhicules
- Un limiteur de vitesse par construction aux véhicules de transport en commun de dix tonnes et moins, ainsi qu’aux autres véhicules de PTAC compris entre 3,5 et 12 tonnes (décret du 25 février 2005[81]) ;
- plafonnement des vitesses maximales autorisées des véhicules de transport de marchandise d’un poids total autorisé en charge (PTAC) de plus de 3,5 tonnes et jusqu’à 12 tonnes à 90 km/h et celles des véhicules de transport en commun d’un PTAC jusqu’à 10 tonnes à 100 km/h (décret no 2006-1812 du 23 décembre 2006)[82].

### Expérimentation de110km/hsur certaines autoroutes (2009)
Dans une perspective d'abaisser la vitesse sur autoroute de 130 km/h à 110 km/h sur le territoire national, une limitation à 110 km/h est expérimentée depuis le 1er octobre 2009 sur une partie des autoroutes (non concédées) A31, A30, A33 et A313 des quatre départements de Lorraine (Meurthe-et-Moselle, Meuse, Moselle et Vosges). Les autoroutes urbaines comme l'A330 dont la vitesse était déjà limitée à 110 km/h ont donc été abaissés à 90 km/h ainsi qu'une interdiction de doubler pour les poids-lourds de plus de 3,5 tonnes,.

### Pour une «circulation apaisée» en agglomération (1990-2015)

#### Zone 30 (1990)

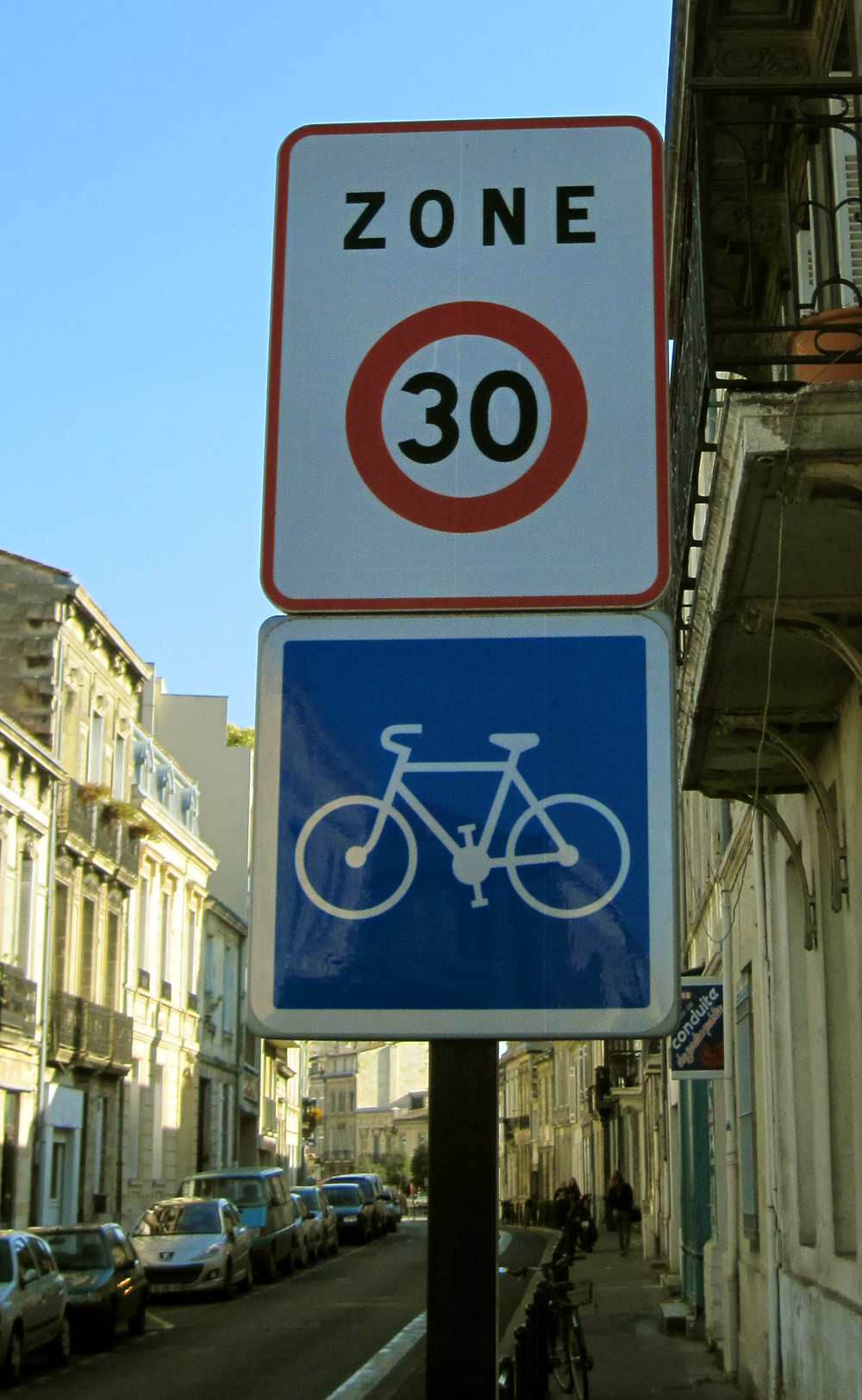
Signalisation de la Zone 30 à l’entrée d’une rue à double sens cyclable et à sens unique pour les voitures.

Au cours des années 1980-90 : La démarche « ville plus sûre, quartiers sans accidents », aboutit à la création de la zone 30, définie dans l'article R110-2 du Code de la route par le décret du 29 novembre 1990. Il s’agit d’une section ou ensemble de sections de voies constituant une zone affectée à la circulation de tous les usagers. Dans cette zone, la vitesse des véhicules est limitée à 30 km/h. Toutes les chaussées sont à double sens pour les cyclistes, sauf dispositions différentes prises par l'autorité investie du pouvoir de police. Les entrées et sorties de cette zone sont annoncées par une signalisation et l’ensemble de la zone est aménagé de façon cohérente avec la limitation de vitesse applicable.

#### Code de la rue (2006-2008)
Le 18 avril 2006, le ministre des Transports lançait la démarche code de la rue à laquelle participent les associations d’élus, de professionnels, et d’usagers. Cette démarche vise à mieux faire connaître la réglementation actuelle du code de la route en milieu urbain ainsi qu’à faire évoluer ce code afin de tenir compte de l’évolution des pratiques de l’espace public. Elle souhaite également promouvoir la sécurité des usagers vulnérables et l’usage des modes doux. Trois critères principaux permettent de différencier les zones de circulation apaisées entre elles et par rapport aux autres voiries :
- la priorité donnée ou non au piéton sur les autres véhicules ;
- le libre accès ou non aux véhicules motorisés ;
- la vitesse limite pour les véhicules circulant dans la zone concernée.

#### Zones de rencontre: un nouvel espace à vitesse limitée à20km/h(2008)
Le décret du 30 juillet 2008 introduit dans le Code de la route un nouveau concept : la « zone de rencontre », un terme qui a d’abord été utilisé par les Suisses puis repris par les Belges avec des variantes du point de vue réglementaire. Le terme « rencontre » insiste sur le fait que le fonctionnement de ces zones repose sur l’établissement d’une relation entre les usagers permettant de gérer les conflits d’usage de l’espace public avec néanmoins une priorité donnée à l’usager le plus faible (le piéton) et une vitesse réduite à 20 km/h,
En 2009, 42 zones de rencontre avaient été réalisées (Aytré, Bagnères de Bigorre, Bordeaux, Caen, Charleville-Mézières, Clamart, Carnac, Douarnenez, Figeac, Issy-les-Moulineaux, Le Mans, Metz, Niort, Paris, Pont L'Abbé, Puteaux, Roubaix, Rouillon, Saint-Aubin S/Mer, Sceaux, Tournus, Tours, Villeurbanne etc.) et 26 étaient en projet (Brive, Cagnes s/Mer, Curis au Mont d'Or, Villeneuve-Lez-Avignon, Kernével, Lille, Lyon, Monistrol, Quimperlé, Rennes, Rouen, Saint Caradec, Saint Georges d'Orques, Saint Malo, Saint Priest, Strasbourg, Suresnes, Toulouse etc).

#### Nouvelles réductions de vitesse possibles en agglomération:30km/hsur des périmètres larges (2015)
Depuis 1975, le maire peut prendre, sur le fondement de l’article R. 411-8 du code de la route, des mesures plus rigoureuses que celles définies par le code de la route, notamment en matière de fixation des vitesses maximales autorisées, sur les voies relevant de sa compétence en application des dispositions de l’article L. 2213-1 du code général des collectivités territoriales dès lors que la sécurité de la circulation routière ou l’intérêt de l’ordre public l’exige. Cette disposition est élargie en 2015 à l'ensemble des voies de l'agglomération, et pas uniquement celles relevant de sa compétence, et pour un champ élargi de motifs : sécurité et circulation routière, mobilité ou protection de l’environnement. Cette possibilité est introduite la loi du 17 août 2015 relative à la transition énergétique pour la croissance verte. Le maire peut ainsi abaisser la vitesse maximale autorisée en agglomération, notamment de 50 km/h à 30 km/h, sur un large périmètre géographique et pour des motivations plus nombreuses.

## 80km/hsur les routes bidirectionnelles (2013-2020)

### Phase préparatoire (2013-2018)

#### 80km/h: Annonce et rapport initiaux (2013)
Deux membres de l'Institut français des sciences et technologies des transports, de l'aménagement et des réseaux, Vivian Viallon et Bernard Laumon, publient en mars 2013 une étude confortant le modèle de Nilsson qui met en avant une relation entre vitesse et accidentalité. Cette étude analyse l'accidentologie française entre 2001 et 2010 par tranche d'excès de vitesse de 10 km/h. La diminution des grands excès de vitesse (supérieurs à  20 km/h) et très grand excès de vitesse (supérieurs à 30 km/h) a entraîné une baisse de la mortalité.

Vitesse moyenne attendue selon la réduction de mortalité souhaitée (exprimée en % de la mortalité réellement constatée) – Rapport d'experts, novembre 2013.

Le ministre de l'intérieur Manuel Valls lance une réflexion en juin 2013 pour réduire la VMA sur l'ensemble des routes et sollicite pour cela le Conseil national de la sécurité routière (CNSR). L'hypothèse d'une baisse de 10 km/h des limitations de vitesse (20 km/h en ville) est alors désapprouvée par les trois quarts des Français selon l'Ifop.
Le 29 novembre 2013, le CNSR présente un rapport en vue de répondre à l’objectif fixé par le ministre de l’intérieur de compter « moins de 2 000 personnes tuées par an d’ici à 2020 ». Il estime qu'une baisse de la vitesse maximale autorisée de 10 km/h entraînerait une réduction de 4 km/h de la vitesse moyenne pratiquée et que le nombre de tués sur les routes sujettes à cette nouvelle limitation pourrait baisser de 350 à 400 personnes par an.
Dès sa parution, une polémique naît entre les partisans et les détracteurs d'une telle mesure. La Ligue contre la violence routière, favorable aux réductions de vitesse, avance que la démarche s'appuie sur le modèle de Nilsson datant de 1982 :  «Lorsque la vitesse moyenne baisse de 1 %, dans tous les pays il y a 4 % de tués en moins ». À l'opposé, l'association 40 millions d'automobilistes, l'un des principaux opposants à la mesure, lance une pétition nationale assortie d'une lettre ouverte adressée à Manuel Valls, affirmant que « les vitesses actuelles sur les routes secondaires ne représentent pas un danger mortel ». Pour elle, le principal problème reste l'alcool au volant, et réduire la VMA à 80 km/h serait donc « inutile ». L'association Prévention routière est à quant à elle plus nuancée, estimant que la vitesse n'intervient « que » dans 25 % des accidents mortels, après les obstacles sur route (36 %) et l'alcool au volant (29 %) et précise qu'« on ne peut pas établir de hiérarchie entre tous ces facteurs d'accident ».
Certains opposants invoquent le contre-exemple de l'Allemagne qui a un taux de mortalité routière inférieur à celui de la France alors que sa limitation de vitesse est supérieure (100 km/h). Mais pour le délégué interministériel à la sécurité routière, les comparaisons internationales sont très compliquées. « Les pays n'ont pas les mêmes flux, ni le même type de population ou de comportement. Le nombre de kilomètres sur les trajets en Allemagne au cours desquels la mortalité est mesurée peut être plus faible. ».

#### Phase d'expérimentation (2015-2017)
Le gouvernement décide début 2015 d'expérimenter la mesure sur 81 kilomètres répartis sur trois routes nationales : la RN 7 (18 km dans la Drôme), la RN 151 (17 km dans la Nièvre et 32 km dans l'Yonne) et la RN 57 (14 km en Haute-Saône),. D'importants travaux sont réalisés sur les trois nationales tests. Sur la RN151, 16 millions d'euros sont affectés à la sécurisation de la route par DIR Centre-Est. Sur la RN7, la route est refaite à neuf.
L'expérimentation se termine fin juin 2017. En décembre 2017, le délégué interministériel à la sécurité routière, Emmanuel Barbe indique « des résultats plutôt favorables en termes d'accidentalité » mais qui ne sont pas communiqués. Plusieurs sénateurs demandent au Ministère de l'Intérieur la communication de ces résultats,. Emmanuel Barbe est auditionné le 24 janvier 2018 par la commission de l'aménagement du territoire et du développement durable et la commission des lois du Sénat. À l'issue de cette audition est annoncée la création d'un groupe de travail, composé des sénateurs Michel Raison, Michèle Vullien et Jean-Luc Fichet. Le « rapport sur l’expérimentation de l’abaissement de la vitesse limite autorisée à 80 km/h», produit en décembre par le Cerema est mis en ligne le 7 février 2018,. Selon le Cerema, « l’analyse des résultats des mesures des vitesses observées montre que la baisse de la vitesse limite autorisée de 90 km/h à 80 km/h a engendré une baisse moyenne des vitesses pratiquées pour tous les véhicules de 4,7 ». Cette baisse, sur tous les tronçons, concerne tous les usagers. Le représentant du Cerema souligne lors de son audition devant le groupe de travail du Sénat que « ses ingénieurs n'ont participé ni aux choix ni à la définition des paramètres de l'expérimentation », et que « la commande visait seulement l'observation de l'évolution de la vitesse pratiquée induite par la modification de la vitesse maximale autorisée (et non l'évolution de l'accidentalité) ». Le rapport du groupe de travail du Sénat, publié le 18 avril 2018, constate, selon les auteurs, « les insuffisances de l’expérimentation de la baisse de la vitesse maximale autorisée conduite entre 2015 et 2017 » et demande « une réduction de la vitesse limite à 80 km/h décentralisée et ciblée sur les routes accidentogènes ». Les élus préconisent de sélectionner les tronçons concernés courant 2018, pour une application des limitations de vitesse le 1er janvier 2019.

### Mise en œuvre et évaluation de la mesure (2018-2020)
La mesure permet d'économiser 500 millions de litres de carburant et de 1 à 1,3 million de tonnes de CO2.

#### Mise en place de la mesure (juillet 2018)
Lors du Comité interministériel de la sécurité routière du 9 janvier 2018, le Premier ministre témoigne de l’engagement de l’ensemble du Gouvernement pour la sécurité routière au travers de 18 mesures fortes dont la réduction à 80 km/h.
Comme en 2015, la mesure qui doit s'appliquer au 1er juillet 2018, soulève une vague de protestations de l'opposition politique. Les présidents de 28 conseils départementaux demandent ainsi au gouvernement d’y renoncer, considérant que « les habitants des territoires ruraux sont directement impactés par cette mesure, la voiture constituant souvent le seul moyen de transport de proximité »,. Le député LR Jérôme Nury, une cinquantaine d’élus de droite, et le député communiste Sébastien Jumel proposent un nouveau texte de loi stipulant que ce soit les conseils départementaux qui fixent eux-mêmes la vitesse de circulation sur les routes dont ils ont la charge, dans la limite de 10 km/h en deçà ou au-dessus de la VMA définie par le code de la route. Un groupe de sénateurs propose en avril 2018 une mesure similaire.
Sur le plan associatif, plusieurs pétitions demandant le retrait de la mesure sont lancées en ligne : celle de la Fédération française des motards en colère, celle de l'association 40 millions d'automobilistes et celle de la Ligue des conducteurs.
Le décret est finalement signé le 15 juin 2018 et entre en vigueur le 1er juillet 2018. Il réduit la vitesse maximale autorisée de 90 à 80 km/h sur les routes bidirectionnelles à chaussée unique sans séparateur central. Toutefois, la vitesse sur les sections de routes comportant au moins deux voies affectées à un même sens de circulation est relevée, sur ces seules voies, à 90 km/h. Les collectivités d'outre-mer qui ont compétence sur cette question n'appliquent pas nécessairement cette nouvelle mesure.
La France rejoint ainsi les quatre autres pays qui, en Europe, ont limité à 80 km/h la vitesse maximale sur les routes hors agglomération : le Danemark, la Norvège, les Pays-Bas et la Suisse. La Suède a quant à elle abaissé la limite à 70 km/h. L'Allemagne et l'Autriche ont pour leur part des limites de 100 km/h, et la Grande-Bretagne de 97 km/h.
L’association 40 millions d'automobilistes, opposée à la mesure, annonce en septembre 2018 la mise en place d'un comité indépendant pour évaluer l'impact du passage de 90 à 80 km/h. Ce comité est composé notamment d'associations d’usagers de la route (cyclistes, motocyclistes et automobilistes) et de personnalités indépendantes et, selon son président, « entend, en toute transparence et objectivité, faire son propre travail d’analyse sur les effets de la limitation à 80 km/h », sur la base des statistiques d'accident auxquelles il demande à avoir un accès et en lien avec les autorités locales,.
Le projet de loi de finances 2019, détaillé début octobre 2018, prévoit hors majoration des recettes forfaitaires issues du contrôle automatisé à 1,04 milliard d'euros en hausse de 12 % par rapport à celles prévues pour 2018, et retient l'hypothèse que la limitation de vitesse à 80 km/h entraînera un « doublement du nombre d'infractions enregistrées par les radars situés sur les routes concernées », le surcroît de recettes dégagé par les 80 km/h devant financer la modernisation d'établissements de santé (26 millions d'euros au titre de 2019).

#### Opposition des «Gilets jaunes» à la limitation de vitesse et dégradation des radars (2018-2019)
En novembre 2018, un mouvement social inédit, dit des Gilets jaunes, s'installe à proximité d'un nombre important de ronds-points sur les routes du réseau secondaire pour bloquer les automobilistes français. Une note de l'Institut des Politiques publiques identifie la fronde anti 80 km/h comme un précurseur de ce mouvement. Selon l'économiste Benoit Schmutz, l'un des auteurs de l'étude, « Les territoires qui se mobilisent le plus, sont les territoires qui ont connu une plus grande densité de routes qui sont passées à une vitesse maximale de 80 km/h. Par ailleurs, si on se penche sur la distance entre le domicile et le travail, les territoires où les salariés doivent parcourir une plus grande distance se sont le plus mobilisés ». Le mouvement des Gilets jaunes affecte grandement les conditions de circulation. En parallèle, un nombre important de radars automatiques sont dégradés et mis hors service,. Enfin, le trafic routier, ainsi qu'une partie de l'économie, sont perturbés dans de nombreuses régions, certains automobilistes choisissant de reporter leurs déplacements dans le temps ou vers d'autres moyens de transport.
Le communiqué de la sécurité routière paru le 28 mars 2019 fait état de 253 personnes mortes en février en France métropolitaine, soit 17 % de plus qu’en février 2018. Les accidents corporels augmentent pour leur part de 22,3 %, et le nombre de blessés de 21,5 %. Le communiqué impute cette dégradation de la sécurité, déjà constatée en janvier 2019 (+3,9 %), à la dégradation des radars fixes qui se traduit par un relâchement des comportements sur l’ensemble des réseaux. Sur les 3 275 radars automatiques en place au 1er juillet 2018, 60 % auraient en effet été dégradés. Mais après les différentes déclarations non concordantes de l’augmentation importante d’infractions au droit des radars dégradés (qui ne flashent plus, mais continuent à mesurer), il apparaît difficile d’imputer en totalité l’augmentation de cette accidentalité aux seuls radars dégradés.
Lors du grand débat en janvier 2019, le président de la République française Emmanuel Macron envisage la possibilité de permettre une augmentation de la limitation de vitesse à 90 km/h.

#### Bilans du 80 km/h

##### Bilan à un an (juillet 2019)
Selon le Ministre de l’Intérieur, Christophe Castaner, intervenant lors de la séance de clôture du CNSR de juillet 2019, la mesure aurait « permis d'épargner, selon les chiffres encore provisoires de l'ONISR, 206 vies humaines par rapport à la moyenne sur cinq ans (2013 - 2017) : au deuxième semestre 2018 ce sont 125 vies épargnées sur les routes hors agglomération et 81 au premier semestre 2019. Ces chiffres s'inscrivent dans un contexte de trafic routier en hausse, environ + 7 % entre 2013 et 2018.».
Les associations d’automobilistes et notamment le Comité indépendant d'évaluation de l'efficacité de la mesure contestent ce constat. Ils incriminent la méthode de calcul du bilan qui n’est pas la même que d’habitude, faisant en effet référence à la moyenne des années 2013 et 2017 dans leur intégralité de janvier à décembre - soit les moins bonnes en matière de mortalité routière-, et non la période à cheval sur 2017 et 2018 et celle courant entre juillet 2018 et le 30 juin 2019.

##### Bilan tronqué à vingt mois
Le bilan à deux ans aurait dû être fait de juillet 2018 à juillet 2020 ou éventuellement de janvier 2019 à décembre 2020.
Toutefois, en 2020, apparait en France le 24 janvier 2020, la pandémie de Covid-19 avec de nombreuses conséquences tant sanitaires, qu'économiques, sociales, sociétales et environnementales. À la mi-mars 2020, afin de stopper la diffusion exponentielle du coronavirus et pour réduire le plus possible le nombre de personnes atteintes et donc de morts, la population est confinée à domicile et tous les lieux recevant du public non indispensables à la vie du pays sont fermés. Les mesures de confinement sont levées entre la mi-mai et la mi-juillet. Puis, avec une nouvelle augmentation du nombre de cas, un nouveau confinement est décrété en novembre. Ces périodes de confinement ont pour conséquence une spectaculaire baisse du trafic routier tant dans les grandes agglomérations que sur les axes interurbains,.
Compte tenu de cette baisse du trafic au 1er semestre 2020, le Centre d'études et d'expertise sur les risques, l'environnement, la mobilité et l'aménagement (Cerema), mandaté en avril 2020 par le Délégué interministériel à la sécurité routière pour faire l’évaluation à deux ans, est amené à réduire la période d’évaluation aux 18 mois après la mise en œuvre de la mesure, soit de juillet 2018 à décembre 2019. Le document d’évaluation, publié en juillet 2020, fait ainsi état d’une baisse très significative du nombre de tués sur le réseau concerné (12 %), correspondant à une baisse de 331 tués sur 18 mois et 349 sur 20 mois si les deux premiers mois de 2020 sont pris en compte. Les conclusions du rapport sont logiquement reprises par le Ministère de l'Intérieur et différents médias sous le titre « 349 vies épargnées sur 20 mois ».
Certains élus ou commentateurs sont plus sceptiques. Pour Patrick Septiers, le président (UDI) du conseil départemental de Seine-et-Marne, en cours de retour à 90 km/h, cette moyenne nationale n'a pas de sens : « Je pense que chaque département est spécifique, on ne peut pas appliquer des statistiques nationales à des opérations locales ». La presse automobile rappelle l'objectif d'Edouard Philippe qui était d'épargner « 300 à 400 vies par an ». Certains usagers contredisent les affirmations du Cerema sur les temps de trajet, ou signalent que « les camions collent les voitures, car les routiers roulent au régulateur de vitesse GPS (soit 80 réels), des camions doublant parfois des voitures » ou que « de longues files de conducteurs se forment, parfois interminables, avec des camions ».

### Passage à90km/hde certains tronçons depuis 2020

#### Déconcentration de la réglementation de la vitesse
Lors du Grand débat national début 2019, le président de la République ouvre la voie vers un possible aménagement. Répondant à des maires qui critiquent la limitation de la vitesse à 80 km/h, il déclare lors de sa première intervention au Grand Bourgtheroulde : « Il faut ensemble que l’on trouve une manière plus intelligente de [la] mettre en œuvre. Il n’y a pas de dogme » ;
Cette proposition d'augmenter la VMA à 90 km/h sur les routes départementales les mieux aménagées et les plus sûres, même sans séparateur central est à son tour critiquée par la Ligue contre la violence routière qui juge cette mesure contraire « à la connaissance scientifique » et à l'argument d'Emmanuel Barbe selon lequel « C’est sur les plus belles routes qu’on se tue le plus » selon une étude menée en 2018 de l’Observatoire national interministériel de la sécurité routière,.

La Loi d'orientation des mobilités, promulguée le 26 décembre 2019, autorise finalement les collectivités gestionnaires de réseaux routiers qui le souhaitent à augmenter la limitation de vitesse de 80 km/h à 90 km/h sur les sections de routes hors agglomération à double-sens sans séparateur central. L'article L. 3221-4 du code général des collectivités territoriales comprend désormais la mention suivante : 

« Le président du conseil départemental ou, lorsqu'il est l'autorité détentrice du pouvoir de police de la circulation, le maire ou le président de l'établissement public de coopération intercommunale peut fixer, pour les sections de routes hors agglomération relevant de sa compétence et ne comportant pas au moins deux voies affectées à un même sens de circulation, une vitesse maximale autorisée supérieure de 10 km/h à celle prévue par le code de la route. Cette décision prend la forme d'un arrêté motivé, pris après avis de la commission départementale de la sécurité routière, sur la base d'une étude d'accidentalité portant sur chacune des sections de route concernées. »

Le 15 janvier 2020, le gouvernement envoie une circulaire aux préfets de France chargés de présider la Commission départementale de sécurité routière pour définir des conditions communes permettant de relever la vitesse maximale sur les routes à 90 km/h.

#### Départements développant le 90 km/h
Selon l’Argus.fr, au 11 décembre 2020, quatre départements ont adopté une limitation à 90 km/h sur la totalité de leur réseau secondaire : Allier, Corrèze, Creuse et Cantal. La Lozère l'a fait sur 87 % de son réseau. D'autres départements n'ont adopté cette mesure que sur moins de 35 % de leur réseau routier départemental : Orne, Sarthe, Côte-d’Or, Haute-Marne, Seine-et-Marne, Haute-Loire et Charente, Loiret, Jura, Loir-et-Cher, Hautes-Alpes, Indre-et-Loire. Quinze départements reviennent aux 90 km/h sur moins de 10 % de leur réseau. 37 départements restent aux 80 km/h.
Le graphique qui aurait dû être présenté ici ne peut pas être affiché car il utilise l'ancienne extension Graph, désactivée pour des questions de sécurité. Des indications pour créer un nouveau graphique avec la nouvelle extension Chart sont disponibles ici.

 En fait, 12 départements ont finalisé leurs relèvements au cours du premier semestre de l’année 2020 ; 15 départements ont finalisé leurs relèvements au cours du second semestre de 2020 ; 10 départements ont finalisé leurs relèvements au cours du premier semestre de 2021.
Le premier juillet 2021, environ 33 428 kilomètres de routes de 37 départements, surtout à dominante rurale et avec une faible densité de population, ont vu leur vitesse maximale revenir à 90 km/h, selon un rapport du Ministère de l'Intérieur au Parlement datant de septembre 2021. Les conseils départementaux évoquent surtout la nécessité de « fluidifier le trafic et remédier à l'augmentation des files d'accumulation de véhicules, notamment derrière les poids lourds, générant des prises de risque lors des dépassements », et de « diminuer les temps de parcours pour lutter contre l'enclavement des territoires ».
Au 31 décembre 2021, plus de 34 000 des 370 000 kilomètres de routes départementales de France métropolitaine, soit 9 %, ont une VMA de 90 km/h.
Officiellement, les effets du retour aux 90 km/h sur la mortalité routière ont été mesurés de façon très hétérogène, empêchant d'en dresser le bilan,, dans un contexte ou d'autres facteurs ont pu influer (covid, gilets jaunes, vandalisme des radars, météo, etc.).
En octobre 2022, un bilan (Relèvement de la Vitesse Maximale Autorisée à 90 km/h sur certaines routes départementales, Bilan des années 2020-2021) est publié par l'ONISR.

## Ile de France (2021-)
En Ile de France l’extension des limitations de vitesse est envisagée.

### Zone 30 sur la totalité de Paris intra-muros
Le programme de campagne d’Anne Hidalgo pour les municipales de 2020 comportait un grand nombre de mesures visant à transformer profondément l’espace public de la capitale, dont une concernant l'extension de la zone 30 sur la totalité de Paris intra-muros, une limite déjà appliquée sur 60 % du territoire communal. Comme l’y autorise la loi de 2015, un maire peut désormais prendre des mesures de limitation de vitesse sur des périmètres larges, au-delà de ceux des anciennes zones 30. Comme pour la plupart des mesures envisagées, la maire de Paris a souhaité recourir à une démarche de consultation citoyenne via le web qui s’est tenu du 27 octobre au 27 novembre 2020. Le rapport d’enquête sera publié sur le site dédié. La démarche fait toutefois l'objet d'oppositions tant sur le fond que sur la forme.

### 50km/hsur le Périphérique parisien?
Une autre mesure concernant la circulation à Paris est la limitation à 50 km/h du Boulevard périphérique de Paris, une mesure visant à lutter plus efficacement contre la pollution aux particules fines et les nuisances sonores engendrées par cette voie, selon un rapport publié en 2019 par la Mairie de Paris.

## Chronologie simplifiée
Le tableau chronologique ci-après reprend les grandes dates de fixation des maxima de vitesse autorisés.
| Année           | Autoroutes | Routes à deux chaussées séparées par un terre-plein central                                                      | Autres routes |
| --------------- | --- | --- | --- |
| 1893            | 12 km/h, dans Paris et dans les lieux habités ; 20 km/h possible en rase campagne                                | 12 km/h, dans Paris et dans les lieux habités ; 20 km/h possible en rase campagne                                | 12 km/h, dans Paris et dans les lieux habités ; 20 km/h possible en rase campagne |
| 1921            | Suppression de toute limitation                                                                                  | Suppression de toute limitation                                                                                  | Suppression de toute limitation |
| 1962            | 60 km/h en agglomération, avec relèvement possible à 80 km/h dans certaines traverses sur les grands itinéraires | 60 km/h en agglomération, avec relèvement possible à 80 km/h dans certaines traverses sur les grands itinéraires | 60 km/h en agglomération, avec relèvement possible à 80 km/h dans certaines traverses sur les grands itinéraires |
| 1969            | Limitation à 90 km/h pour les jeunes conducteurs                                                                 | Limitation à 90 km/h pour les jeunes conducteurs                                                                 | Limitation à 90 km/h pour les jeunes conducteurs |
| 1972            | | 100 km/h | 100 km/h |
| 1973            | 120 km/h | 90 km/h | 90 km/h |
| 1974 (mars)     | 140 km/h | 120 km/h | 90 km/h, |
| 1974 (novembre) | 130 km/h | 110 km/h | 90 km/h, |
| 1982            | 110 km/h par temps de pluie                                                                                      | 100 km/h par temps de pluie                                                                                      | 80 km/h par temps de pluie |
| 1985            | Nouvelles dispositions pour les plus de 10 tonnes                                                                | Nouvelles dispositions pour les plus de 10 tonnes                                                                | Nouvelles dispositions pour les plus de 10 tonnes |
| 1990            | | | 50 km/h en agglomération - création de la notion de zone 30 à 30 km/h |
| 1992            | 50 km/h en cas de visibilité inférieure à 50 mètres                                                              | 50 km/h en cas de visibilité inférieure à 50 mètres                                                              | 50 km/h en cas de visibilité inférieure à 50 mètres |
| 1993            | | 80 km/h sur le Boulevard périphérique de Paris                                                                   | |
| 2008            | | | Création de la zone de rencontre à 20 km/h |
| 2014            | | 70 km/h sur le Boulevard périphérique de Paris.                                                                  | |
| 2015            | | | Art. L. 2213-1-1. du code général des collectivités territoriales : le maire peut, par arrêté motivé, fixer pour tout ou partie des voies de l’agglomération ouvertes à la circulation publique une vitesse maximale autorisée inférieure à celle prévue par le code de la route. |
| 2018            | | | 80 km/h hors agglomération (1er juillet 2018) 90 km/h hors agglomération sur les routes sans terre-plein central comportant au moins deux voies affectées à un même sens de circulation                                                                                           |
| 2020            | | | Pour certains départements, retour de la limitation à 90 km/h hors agglomération |